# SONAR MUSIC FRIDAY
『PIA SONAR MUSIC FRIDAY』（ピア・ソナーミュージック・フライデー）は、2021年7月2日から2023年9月29日までJ-WAVEで放送されていたラジオ番組。ぴあの一社提供で放送。

## 概要
月曜から木曜の帯で放送されていた『SONAR MUSIC』との連動番組で、毎週金曜 22:30 - 23:00（日本標準時）に放送。ナビゲーターは櫻井海音が務めていた。
番組は、最新の楽曲や注目のライブイベントを取り上げていた。また、曲がJ-WAVEのパワープレイソング「SONAR TRAX」に選出されたアーティストへのインタビューも放送していた。
番組自体は2023年9月いっぱいで終了したが、その後も『SONAR MUSIC』内で同じコンセプトの10分コーナー「PIA SONAR'S LAB.」が帯で放送されていた。こちらも櫻井がナビゲーターを務めていた。